# اگراهرا، مالور
اگراهرا، مالور (به انگلیسی: Agrahara, Malur) یک منطقهٔ مسکونی در هند است که در کارناتاکا واقع شده‌است.